# Manuela Vellés Casariego
Manuela Vellés Casariego (Madrid, 16 de gener de 1987) és una actriu espanyola.

## Filmografia

### Llargmetratges
- Al final todos mueren(2013) com a Noelia
- Somos gente honrada (2012) com a Julia
- Buscando a Eimish (2012) com a Eimish
- Secuestrados (2010) com a Isa
- Retornos (2010)
- La Unión (curtmetratge de Carlos. A. Sambricio) (2009) com a Nuria
- Camino (2008) com Nuria
- Caótica Ana (2007) com a Ana

### Curtmetratges
- Hay dos clases de personas (2013)
- Amor Sacro (2011) como Lucía
- El orden de las cosas (2010) como Julia
- Lo siento, te quiero (2009)
- Avevamo vent'anni (2007) como Sara

## Televisió
- Velvet - Antena 3 (2013-2016)
- Infames - Antena 3 - Irene (2011)
- Hispania, la leyenda - Antena 3 (2010-2012)
- La piel azul - (telefilm) Antena 3 (2010)
- La Señora - La 1 (2009)
- La chica de ayer - Antena 3 (2009).
- Flores para Belle - (telefilm) La 1 (2008)
- Ministerios del Tiempo TVE (2020)
- Cites, Barcelona (2023)